# La Grive-Saint-Alban
La Grive-Sant-Alban és una zona geomorfològica càrstica situada al municipi de Saint-Alban-de-Roche, al departament d'Isèra (França). Aquest lloc, explotat des de molt antic per la seva argila vermella, ha destacat des del segle xix pel descobriment de la riquesa del seu jaciment de fòssils diversos, repartits des de l'estratigrafia del Bathonià a l'època del Miocè.